# Feleségcipelés

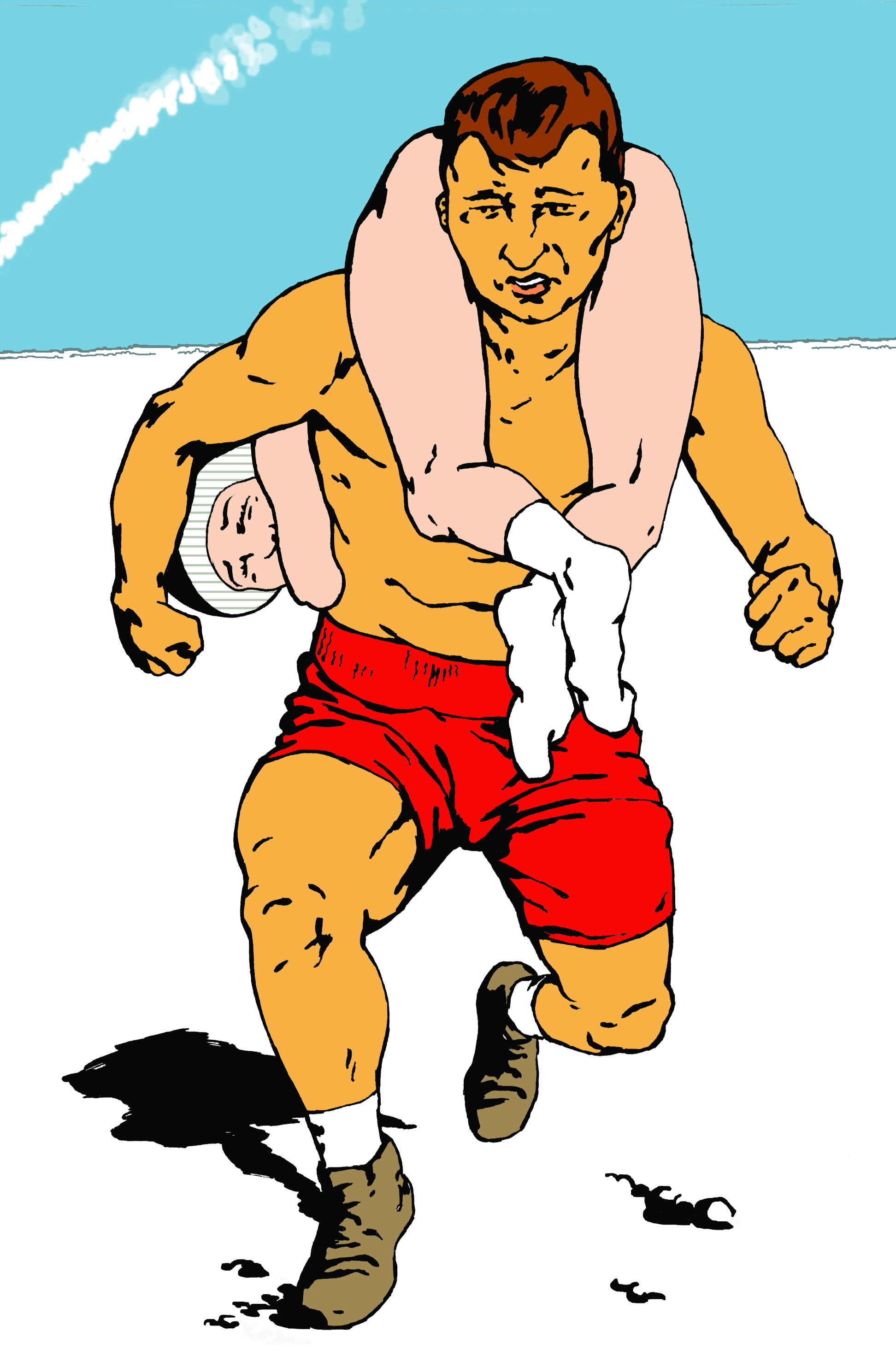
Az észt stílusú feleségcipelés (rajz)

A feleségcipelés (finnül eukonkanto vagy néha akankanto, észtül naisekandmine) egy olyan sportág, amelyben a férfi sportolók az akadályokat egy nővel a nyakukban teljesítik. Ennek a nőnek a sportoló feleségének kell lennie, ha neki nincs, lehet más felesége is, vagy egyszerűen csak valaki, akit talál. A lényeg, hogy az akadályokat a lehető leggyorsabban teljesítse. Ezt a sportágat először a finnországi Sonkajärviben művelték 1992-ben, azóta itt minden év júliusának első felében rendezik meg. Az első helyezett jutalma a feleség súlyának megfelelő mennyiségű sör.
A feleségcipelést többfajta stílusban lehet űzni: van a malachordó, tűzoltó-fogásos (a vállakon átvetve) vagy az észt-stílusú (a feleség fejjel hátrafelé lóg le, lábaival tartva magát a férj nyakában).

## Eredete
Ez a sport eredetileg viccnek indult Finnországban, feltehetően a múlt azon felidézése volt ez, amikor a férfiak úgy udvaroltak a nőknek, hogy elrohantak a falujukig, felkapták őket és elvitték őket. A Feleségcipelő Bajnokságnak mély gyökerei vannak a finn Sonkajärvi faluban, a humoros nézőpont ellenére is – és itt a nyertes díja annyi sör, amennyi a felesége súlya. A 19. században egy Rosvo-Ronkainen nevű rablóhős tartózkodott a közelben. Állítólag csak azokat a „haramiákat” fogadta maga mellé, akik így bizonyították be erejüket. Ezt a sportot ma már a világ több pontján is űzik, és szerepelt a Guinness Rekordok könyvében is.

## Szabályok
Az elkerített durva terepű eredeti pályát a modern viszonyokhoz igazították. A következő szabályokat a Nemzetközi Feleségcipelő Szabályozó Bizottság állította fel:
- A hivatalos pálya 253,5 méter hosszú volt, és ezen a távon homok, fű és kavicsos rész is található.
- A pályának két száraz szakasza és egy vizes, kb. egy méter mély szakasza van.
- A feleség, akit a férfi cipel, az övé kell, hogy legyen, vagy a szomszédjáé, vagy valaki, amit a pálya mellett talál. Mindegy, de 17 évesnél idősebbnek kell lennie.
- A feleség nem lehet 49 kg-nál kisebb súlyú. Ha mégis könnyebb, súlyozott hátizsákot kap, hogy elérje a 49 kg-ot.
- Minden résztvevőnek vidámnak kell lennie.
- Ha a férfi leteszi / elejti a nőt, 15 másodperces büntetőt kapnak (letevésenként).
- Az egyetlen engedélyezett segédeszköz a férfi számára (a ruházaton kívül) egy öv, a feleség pedig viselhet sisakot.
- A versenyzők kettesével futnak, így mindegyik összecsapás egy külön verseny.
- Minden versenyző vigyázzon a maga és mások biztonságára.
- A résztvevőknek oda kell figyelnie a szervezők irányításaira.
- Csak egy kategória létezik a Világbajnokságon és a győztes az a pár, akik a leggyorsabban teljesítik a távot.
- A legszórakoztatóbb, a legszebb ruházatot viselő és a legerősebb résztvevők külön díjban részesülnek.
- A nevezési díj 50 euró.

## Az eddigi győztesek
- 2013 – Taisto Miettinen – Kristiina Haapanen (Finnország)
- 2012 – Taisto Miettinen – Kristiina Haapanen (Finnország)  1 perc 1,22 mp.
- 2011 – Taisto Miettinen – Kristiina Haapanen (Finnország)  1 perc 0,73 mp.
- 2010 – Taisto Miettinen – Kristiina Haapanen (Finnország)  1 perc 4,9 mp.
- 2009 – Taisto Miettinen – Kristiina Haapanen (Finnország)  1 perc 2,09 mp.[1][2]
- 2008 – Alar Voogla – Alar Voogla (Észtország)  1 perc 1,9 mp.
- 2007 – Madis Uusorg – Inga Klauso (Észtország)  1 perc 1,7 mp.
- 2006 – Margo Uusorg – Sandra Kullas (Észtország)  56,9 mp.
- 2005 – Margo Uusorg – Egle Soll (Észtország) .
- 2004 – Madis Uusorg – Inga Klauso (Észtország)  1 perc 05,3 mp.
- 2003 – Margo Uusorg – Egle Soll (Észtország)  1 perc 0,7 mp.
- 2002 – Meelis Tammre – Anne Zillberberg (Észtország)  1 perc 3,8 mp.
- 2001 – Margo Uusorg – Birgit Ullrich (Észtország)  55.6 mp.
- 2000 – Margo Uusorg – Birgit Ullrich (Észtország)  55.5 mp. (Világrekord)
- 1999 – Imre Ambos – Annela Ojaste (Észtország)  1 perc 4,5 mp.
- 1998 – Imre Ambos – Annela Ojaste (Észtország)  1 perc 9,2 mp.
- 1997 – Jouni Jussila – Tiina Jussila (Finnország)  1 perc 5 mp.

## Érdekesség
A korábbi NBA-sztár, Dennis Rodman is ott volt a sonkajärvi világbajnokságon 2005-ben, bár sérülés miatt végül nem vett részt rajta. Megígérte viszont, hogy 2006-ban is eljön, végül nem tette.